# Serositis
De term serositis verwijst naar ontstekingen die zich voordoen in de sereuze membranen van het lichaam zoals gezien wordt bij pleuritis, pericarditis en peritonitis.

## Oorzaken
Serositis wordt onder andere gezien in de volgende aandoeningen:
- Systemische lupus erythematodes
- Reumatoïde artritis
- Familiaire mediterrane koorts
- Chronisch nierfalen
- Juveniele idiopathische artritis
- Inflammatoire darmziekten
- Acute blindedarmontsteking
- Sclerodermie